# 424
| [ Edytuj tabelę ] |                         |
| Cesarz Bizancjum  | - 408 Teodozjusz II 450 |
| Król Franków      | - 420 Faramund 426      |
| Władca Guptów     | - 414 Kumaragupta 455   |
| Władca Korei      | - 413 Changsu 491       |
| Papież            | - 422 Celestyn I 432    |
| Król Persji       | - 420 Bahram V 439      |
| Cesarz Rzymu      | - 423 Jan 425           |
| Król Wandalów     | - 406 Gunderyk 428      |
| Król Wizygotów    | - 419 Teodoryk I 451    |

Rok 424 / CDXXIV
stulecia: IV wiek ~
V wiek ~
VI wiek

lata: 414 «
419 «
420 «
421 «
422 «
423 «
424
» 425
» 426
» 427
» 428
» 429
» 434

## Wydarzenia

### Cesarstwo Rzymskie
- 23 października – Cesarz Teodozjusz II nominuje swojego 5-letniego kuzyna Walentyniana, tytułem cesarskim „nobilissimus Caesar” („najszlachetniejszy”) Cesarstwa zachodniorzymskiego. Walentynian jest zaręczony z córką Teodozjusza Licynią Eudoksją, która ma zaledwie 2 lata.
- Rzymski uzurpator Jan wysyła Aecjusza Flawiusza, namiestnika Pałacu (cura palatii), do Hunów prosząc ich o pomoc. Po negocjacjach wraca do Włoch z dużą armią.
- Zima – Armia rzymska pod dowództwem Ardabura opuszcza Saloniki (współczesna Macedonia Środkowa) i maszeruje do Północnych Włoch, gdzie tworzy swoją bazę w Akwilei.

### Chiny
- Shao Di w wieku 18 lat zostaje zdetronizowany przez grupę wysokich urzędników, a jego następcą zostaje jego młodszy brat Wen Di jako cesarz z Dynastii Liu Song. Shao zostaje wygnany do Suzhou, a później zabity.